# Wong Wan Chau
Wong Chau Wan (en chino tradicional, 往 湾 洲), también conocida como la isla Doble (Double Island), es una pequeña isla situada en el noreste de la Región administrativa especial de Hong Kong al sur de China, en el mar de la China Meridional, que posee una superficie estimada en 2,13 km² (equivalentes a 213 hectáreas).
Administrativamente, forma parte del Distrito Norte. La Isla Wong Chau Wan es parte del Parque nacional Plover Cove (Plover Cove Country Park) desde el año 1979.
Desde 1990, la isla alberga una base de Outward Bound Hong Kong, una organización dedicada a la educación al aire libre y al desarrollo personal. Recientemente, se han llevado a cabo renovaciones en las instalaciones, incluyendo la mejora de edificios, espacios de almacenamiento, el muelle y la instalación de paneles solares para promover la sostenibilidad. Además, Wong Wan Chau es conocida por sus oportunidades para el kayak y el esnórquel, ofreciendo a los entusiastas de las actividades al aire libre la posibilidad de explorar sus aguas cristalinas y su entorno natural.La isla también cuenta con la bahía de Wong Wan, una de las 26 zonas designadas para la cría de peces marinos en Hong Kong, lo que subraya su relevancia en la acuicultura local. Para los amantes de la naturaleza y la aventura, Wong Wan Chau ofrece una combinación única de paisajes escénicos, biodiversidad y actividades recreativas, consolidándose como un destino destacado en la región noreste de Hong Kong.